# Канадская опера
Канадская опера (англ. Canadian Opera Company) — ведущая оперная труппа Канады, в регулярный сезон выступающая в торонтском Four Seasons Centre.

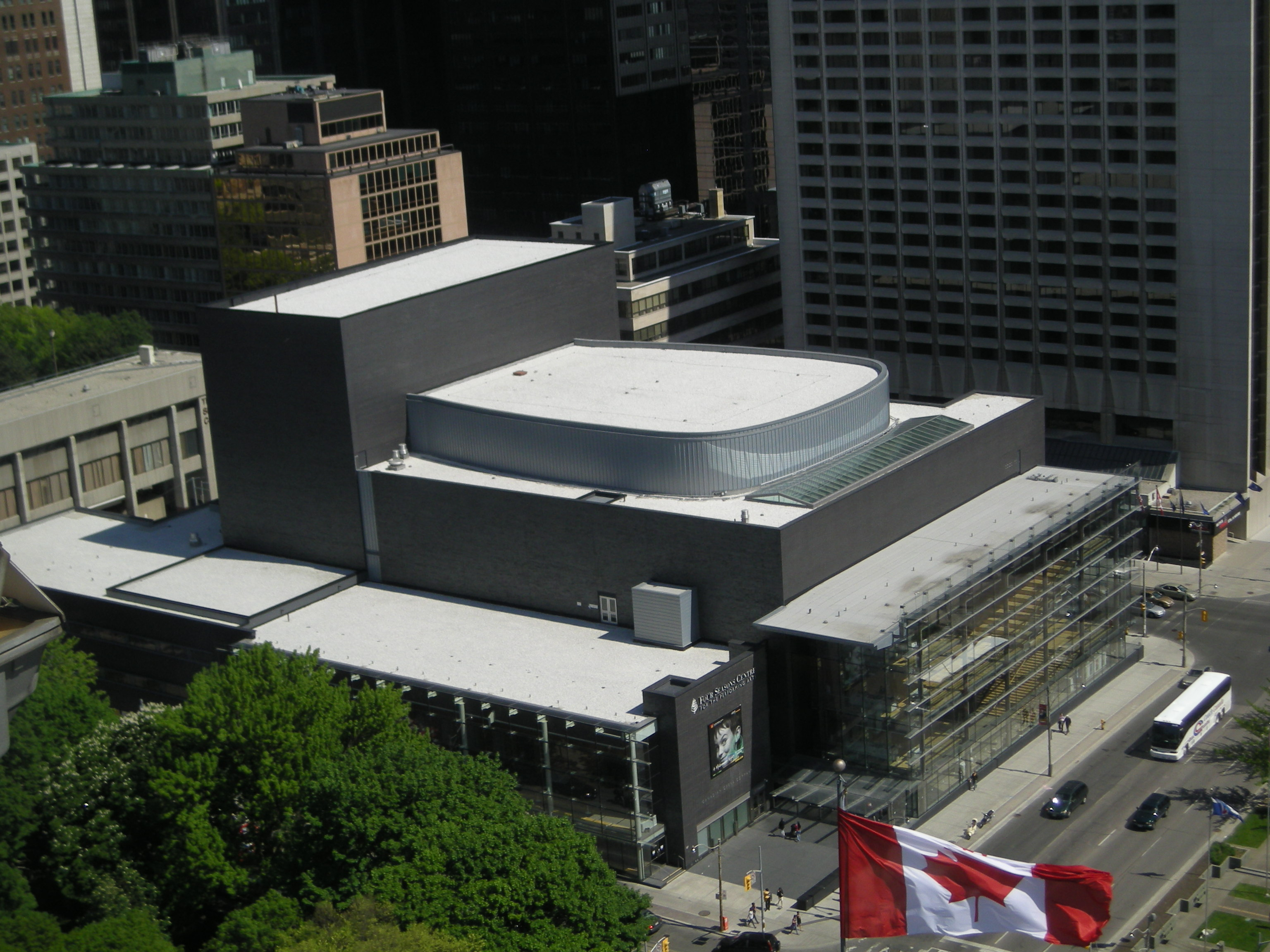
Four Seasons Centre, домашняя сцена Канадской оперы

## История
В 1950 году в Торонто была основана Ассоциация оперных фестивалей. Её создателями стали Николас Гольдшмидт и Герман Гейгер-Торель. В 1960 году она была переименована в Канадскую оперную ассоциацию, а в 1977 году в Канадскую оперную труппу.
После Гейгера-Тореля генеральными директорами труппы были Лотфи Мансури (1976—1988), Брайан Дики (1988—1993), Ричард Брэдшо (1998—2007) и Александр Нееф (с 2008). Между 1993 и 1998 годами Брэдшо выполнял обязанности художественного директора труппы, а Илейн Калдер была генеральным менеджером. В марте 2021 года Неефа, возглавившего Парижскую национальную оперу, сменил на посту генерального директора Канадской оперы британец Перрин Лич.

## Канадская опера в настоящее время
Бюджет Канадской оперы, по данным Канадской энциклопедии, составляет 14,5 миллионов долларов. В оркестре оперы на постоянной основе заняты более 50 музыкантов; в сезоне 2011/12 годов главным дирижёром оркестра был немец Йоханнес Дебус. В хоре оперы постоянно заняты около 40 исполнителей, некоторые из которых являются его участниками уже более 20 лет и при этом, поскольку работа в хоре не считается полноценным трудоустройством, в дневное время работают также учителями или клерками, в том числе в администрации самой Канадской оперы.
В целях расширения аудитории Канадская опера вводит в своих спектаклях супертитры, переводя на английский язык тексты иноязычных опер. Для постановки отдельных произведений в Канадской опере приглашались такие кинорежиссёры, как Атом Эгоян и Франсуа Жирар. В 1994 году сдвоенная постановка «Замка герцога Синяя Борода» Бартока и «Ожидания» Шёнберга принесла Канадской опере первый приз Эдинбургского фестиваля.